# ヒューストン (女優)
ヒューストン（Houston）として知られるキンバリー・ハルシー（Kimberly Halsey）は、アメリカ合衆国のポルノ女優。2004年にAVN殿堂入り、2015年にXRCO殿堂入りを果たす。かつて8時間で620回の性行為を行ない、ギャングバングの世界記録を保持していた。

## 来歴
1999年2月6日、途切れることなく620人以上の男性と性行為を行なったとされる、メトロの映画作品『The World's Biggest Gang Bang III – The Houston 620』で知られている。当日に関するSalon.comの記事は、彼女を「人工的に強調された漫画の悩殺美女...、ジェシカ・ラビットとバート・シンプソンの隠し子のように見える」と表した。
ヒューストンの記録は2002年2月10日ワルシャワのエロティコンで646回の連続性行為を達成したクラウディア・フィギュラにより更新されたとする情報源もあるが、実際にはそれより数年前の1999年10月9日にキャンディ・アップルズが742回に更新している。
2012年、ヒューストンは10年間のブランクを経てポルノ映画界に復帰し、Brazzersの『Sex Games』という作品でケイラン・リーとカムバック後の初の絡みを演じた。

### ミュージック・ビデオ

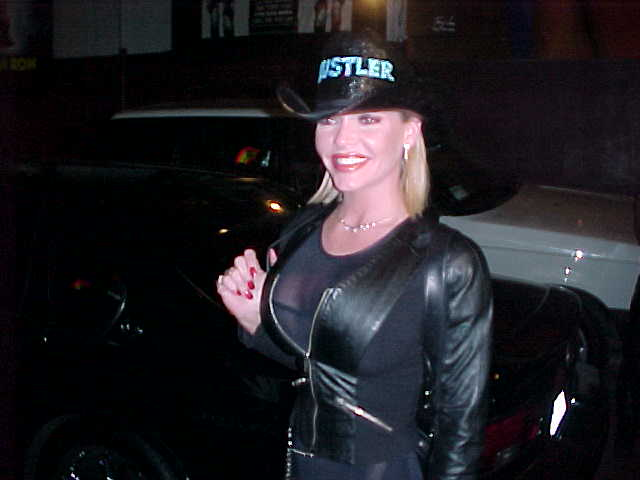
1999年

2000年、VH1のドキュメンタリー『Porn to Rock』に出演。このドキュメンタリーは、さまざまなロックンロールのアプローチで一般への進出を試みているポルノ俳優の奮闘を記録している。その後数年間、ヒューストンはコットンマウス・キングス（「Bump」）やSum 41（「The Hell Song」）などの有名バンドのロック/ラップビデオにカメオ出演した。ファーストシングル「What Do You Want From Me?」をリリース。2003年後半にロサンゼルスのハウス・オブ・ブルースにミュージシャンとして出演。

### カメオテレビ出演
1999年、『ハワード・スターン・ショー』に出演、クローズアップされるビデオの仕事で「見た目」を良くするために陰唇を外科的にトリミングした事を宣伝した。ヒューストンによれば、オンライン・オークション「Erotic Bid」で彼女の陰唇は推定50,000ドルで落札された。
2012年、ポルノ俳優になった後の人生についてのドキュメンタリー番組『After Porn Ends』にも出演。

### 著書
- Halsey, Kim; Lupula, Charles (2012-04-25), Houston: Pretty Enough: The Story of the Gang Bang Queen, Dallydoo Inc, ISBN 978-0615438351